# Lumo

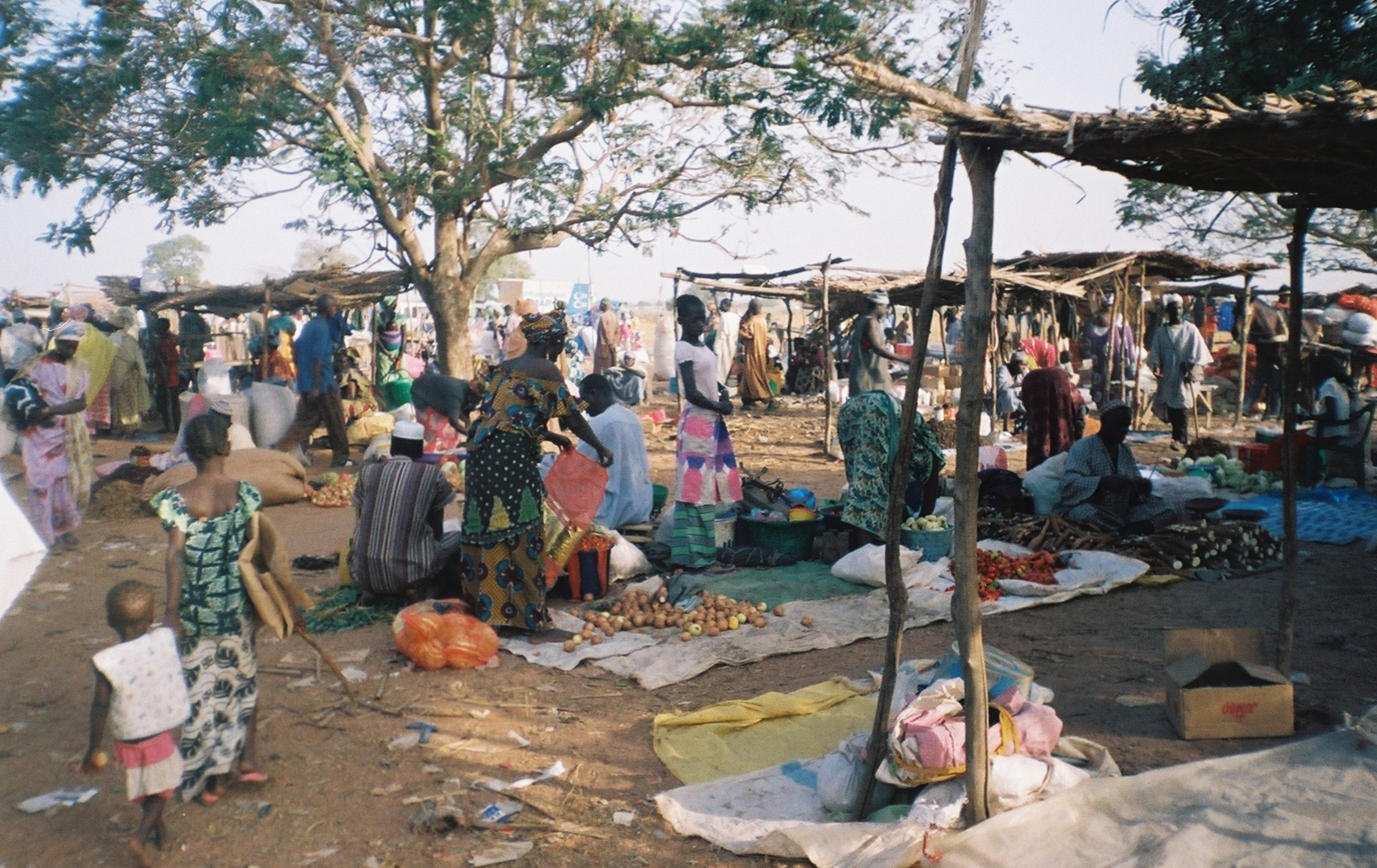
Lumo w Farafenni, Gambia

Lumo – cotygodniowy targ o znaczeniu ponadlokalnym, odbywający się w wioskach i małych miastach w niektórych krajach Afryki Zachodniej (m.in. w Gambii, Senegalu i Gwinei Bissau). Do najbardziej znanych należą gambijskie lumo w Farafenni, Wassu i miejscowościach położonych w okolicy miasta Basse Santa Su.
Lumo odbywa się w danej miejscowości zawsze w określony dzień tygodnia i często uczestniczą w nim kupcy nawet z odległych rejonów kraju, a także z sąsiednich państw.